# Martin Učík
Martin Učík (5. prosince 1955 Ostrava – 8. srpna 2025) byl český herec.

## Život
Martin Učík se narodil 5. prosince 1955 v Ostravě. Vystudoval herectví na Pražské konzervatoři, posléze vystupoval v divadlech v Kladně, Chebu a Ostravě. Po dobu deseti let byl divadelním terapeutem v Psychiatrické nemocnici Bohnice, kde také založil a vedl experimentální soubor Bohnická divadelní společnost. Dále založil kulturní centrum Studio Citadela a vlastní divadelní soubor Teatro Trepka.
V televizi byl známý zejména jako herec malých rolí, poprvé se objevil v roce 1976 ještě jako student konzervatoře ve filmu Marečku, podejte mi pero!, kde si zahrál jednoho ze studentů střední školy. Dále ztvárnil školníka v seriálu Horákovi či účinkoval v seriálech jako Slunečná, Modrý kód nebo Ordinace v růžové zahradě. Objevil se také v bondovce Casino Royale z roku 2006 v roli barmana.
Zemřel 8. srpna 2025 ve věku 69 let.